# جيمي مارش
جيمي مارش (بالإنجليزية: Jamie Marsh)‏ هو ممثل أمريكي، ولد في 17 سبتمبر 1966 بنيويورك في الولايات المتحدة.

## أعمال

### أفلام
- (2000) بيتهوفن 3

## وصلات خارجية
- جيمي مارش على موقع IMDb (الإنجليزية)
- جيمي مارش على موقع قاعدة بيانات برودواي على الإنترنت (الإنجليزية)
- جيمي مارش على موقع قاعدة بيانات الفيلم (الإنجليزية)